# Trapezia cymodoce
Trapezia cymodoce es una especie de cangrejo de la familia Trapeziidae. El nombre científico de la especie fue publicado válidamente por primera vez en 1801 por Herbst.

## Galería de imágenes

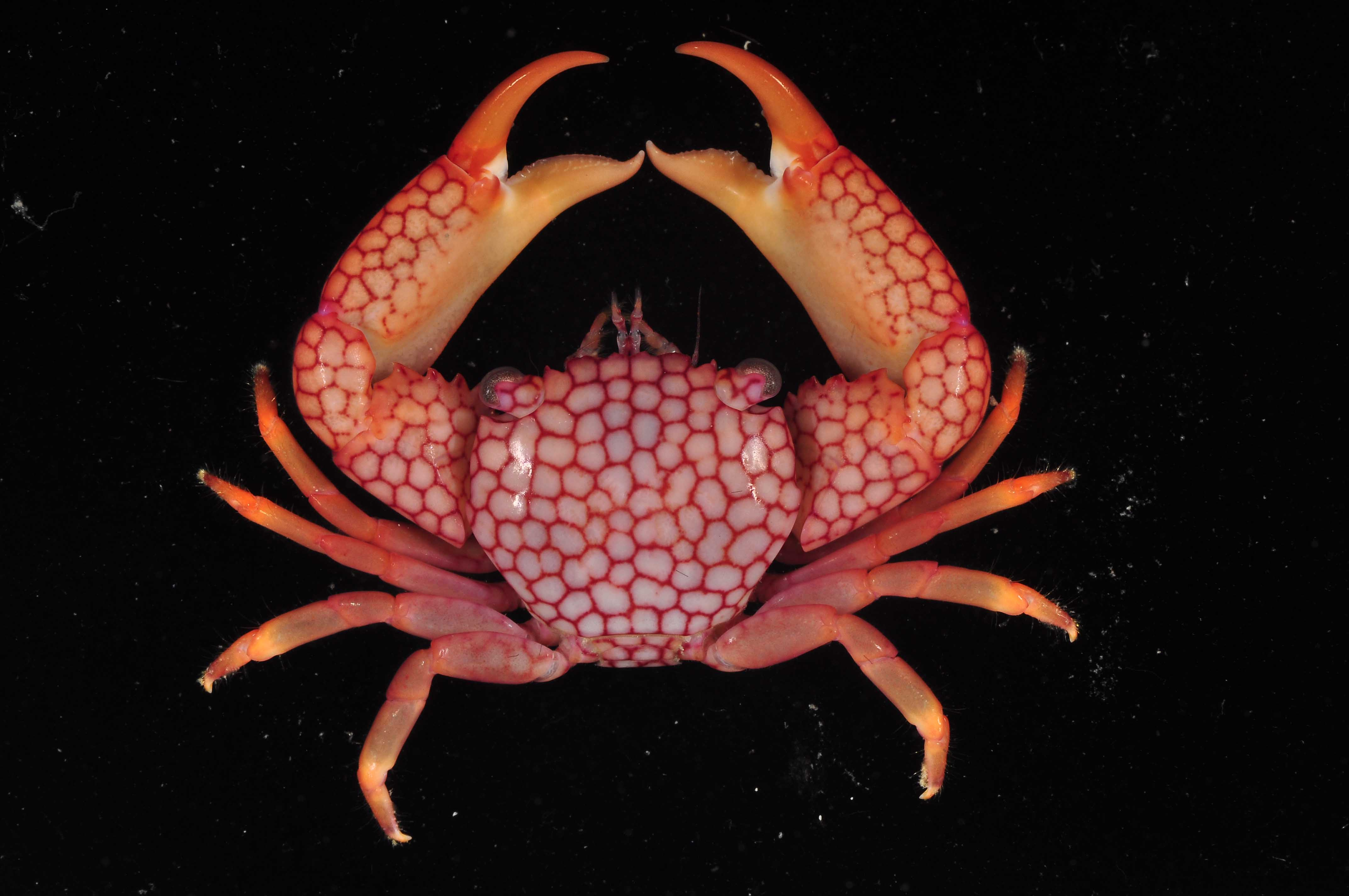
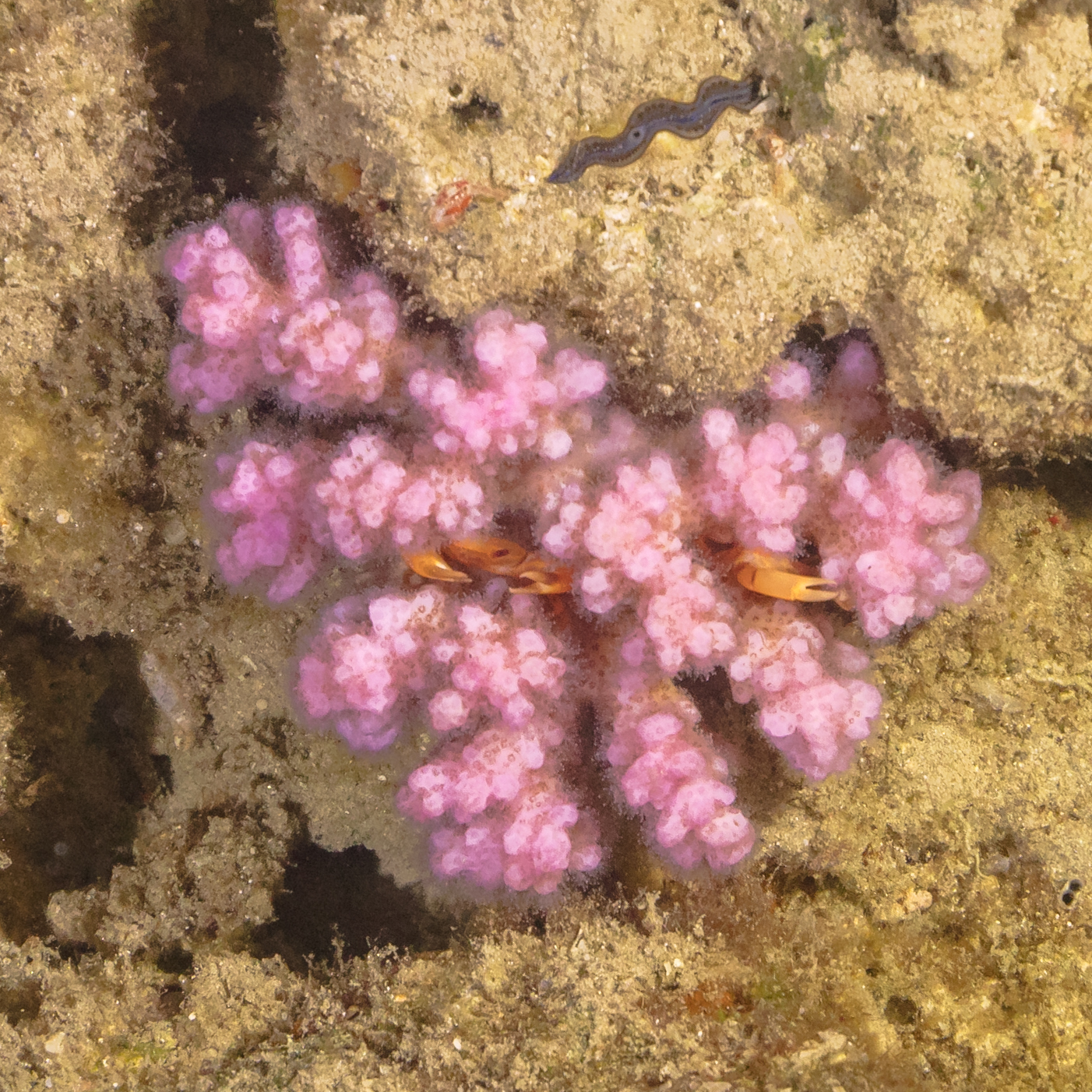
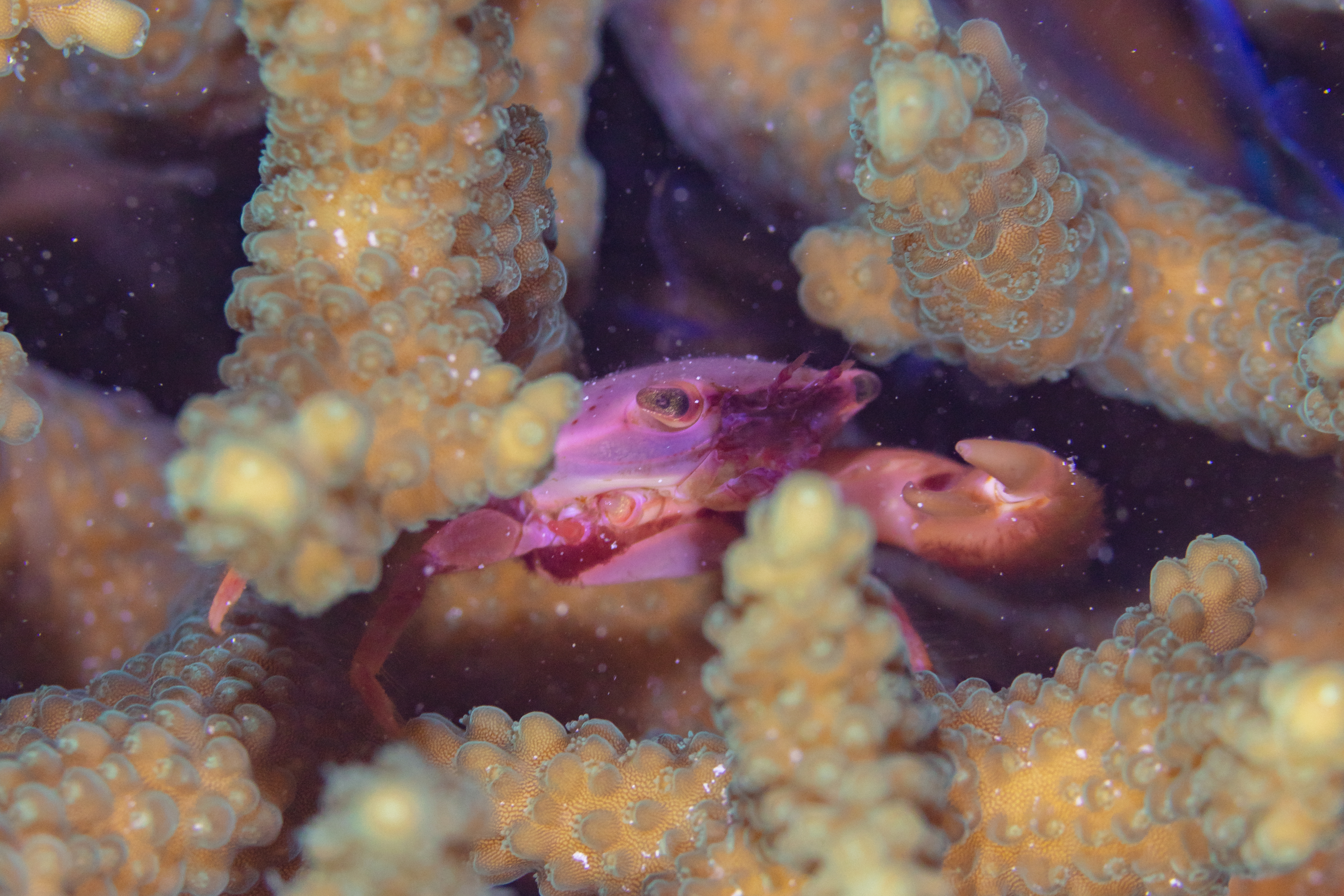
Ejemplar en Zanzíbar (Tanzania).